# Фрімен-Спер (Іллінойс)
Фрімен-Спер (англ. Freeman Spur) — селище (англ. village) в США, в округах Франклін і Вільямсон штату Іллінойс. Населення — 268 осіб (2020).

## Географія
Фрімен-Спер розташований за координатами 37°51′36″ пн. ш. 88°59′59″ зх. д. / 37.86000° пн. ш. 88.99972° зх. д. (37.859966, -88.999861).  За даними Бюро перепису населення США в 2010 році селище мало площу 1,04 км², з яких 1,03 км² — суходіл та 0,01 км² — водойми.

## Демографія
Згідно з переписом 2010 року, у селищі мешкало 287 осіб у 116 домогосподарствах у складі 74 родин. Густота населення становила 276 осіб/км².  Було 133 помешкання (128/км²).
Расовий склад населення:
| - 94,4 % — білих - 4,2 % — чорних або афроамериканців - 0,3 % — корінних американців |

До двох чи більше рас належало 1,0 %. Частка іспаномовних становила 0,3 % від усіх жителів.
За віковим діапазоном населення розподілялося таким чином: 25,8 % — особи молодші 18 років, 59,9 % — особи у віці 18—64 років, 14,3 % — особи у віці 65 років та старші. Медіана віку мешканця становила 35,6 року. На 100 осіб жіночої статі у селищі припадало 111,0 чоловіків;  на 100 жінок у віці від 18 років та старших — 106,8 чоловіків також старших 18 років.
Середній дохід на одне домашнє господарство  становив 53 492 долари США (медіана — 49 375), а середній дохід на одну сім'ю — 67 004 долари (медіана — 56 250). Медіана доходів становила 35 208 доларів для чоловіків та 39 375 доларів для жінок. За межею бідності перебувало 11,3 % осіб, у тому числі 0,0 % дітей у віці до 18 років та 12,0 % осіб у віці 65 років та старших.
Цивільне працевлаштоване населення становило 93 особи. Основні галузі зайнятості: виробництво — 32,3 %, роздрібна торгівля — 28,0 %, освіта, охорона здоров'я та соціальна допомога — 16,1 %, мистецтво, розваги та відпочинок — 7,5 %.